# Giro dell'Umbria 1976
Il Giro dell'Umbria 1976, trentacinquesima edizione della corsa, si svolse il 7 agosto 1976 su un percorso di 220 km. La vittoria fu appannaggio dell'italiano Roberto Poggiali, che completò il percorso in 5h39'06", precedendo il belga Antoon Houbrechts e il connazionale Enrico Paolini.

## Ordine d'arrivo (Top 10)
| Pos. | Corridore         | Squadra            | Tempo    |
| ---- | ----------------- | ------------------ | -------- |
| 1    | Roberto Poggiali  | Sanson             | 5h39'06" |
| 2    | Antoon Houbrechts | Bianchi-Campagnolo | s.t.     |
| 3    | Enrico Paolini    | Scic               | a 27"    |
| 4    | Pierino Gavazzi   | Jollj Ceramica     | s.t.     |
| 5    | Marcello Bergamo  | Jollj Ceramica     | s.t.     |
| 6    | Francesco Moser   | Sanson             | s.t.     |
| 7    | Italo Zilioli     | Furzi              | s.t.     |
| 8    | Alessio Antonini  | Jollj Ceramica     | s.t.     |
| 9    | Fabrizio Fabbri   | Bianchi-Campagnolo | s.t.     |
| 10   | Costantino Conti  | Magniflex-Torpado  | s.t.     |